# جرين
قرية جرين من القرى السورية الواقعة في محافظة السويداء.
وهي قرية صغيرة المساحة تقع غرب مدينة السويداء وهي أقرب قرية إلى محافظة درعا من جهة الغرب، عدد سكانها أقل من ألف نسمة.